# Synchroa chinensis
Synchroa chinensis – gatunek chrząszcza z rodziny Synchroidae.
Gatunek opisany przez Nikołaja Nikickiego w 1999 roku.
Chrząszcz ten ma przedplecze o bokach nieobrzeżonych a w tylnej części pokryw wyraźnie widoczne śladowe rzędy. Jego przednie biodra są wyraźnie rozdzielone wyrostkiem przedpiersia, a pazurki niepiłkowane. Tylna część ciała jest silniej zwężona niż u Synchroa formosana.
Chrząszcz znany tylko z chińskiego Syczuanu.